# Vehículo por propósito
Un vehículo por propósito, vehículo especializado, o también conocido por el anglicismo vehículo utilitario, es  un vehículo automotor que, contrariamente a un vehículo de uso genérico, ha sido diseñado para cumplir una tarea específica, por lo  que la realizaría con mayor eficacia o eficiencia pero perdiendo su uso general, por ejemplo: carrito de golf, podadora de pasto, tanque militar, vehículo 4X4, cuatrimoto, etc. 

## Tipos de vehículos especializados
Se puede clasificar el vehículo por su propósito o uso. 

### Vehículos militares
Para uso militar, tanques, tanquetas, lanzadores de cohetes, anfibios, etc.

### SUV
Tiene su nombre del inglés, Sport Utility Vehicle: Vehículo Utilitario deportivo, son vehículos recreativos diseñados para el campo, montaña, en general familiares para manejo en rutas pavimentadas y caminos rurales semipavimentados en fines de semana o periodos vacacionales.

### Vehículo todo terreno (ATV)
Tiene su nombre del inglés, All Terrain Vehicle. Vehículos con capacidad de rutas pavimentadas, rutas no pavimentadas, cruce de ríos, arena, lodazales, etc. Hay de trabajo y para uso recreativo.

### Vehículos recreativos
Motonieve, acuamoto, carritos de golf, vehículos playeros, trimotos, cuatrimotos.

### Vehículos de trabajo
Cortadoras de pasto, removedores de nieve, barredoras de calles.

### Vehículos de trabajo pesado
Grúas, camiones materialistas, pipas, tráileres, camión de bomberos, bulldozers, etc.

### Vehículos detransporte público
Para transporte masivo de personas: autobús, ferrocarril, tranvía.
- Datos: Q21574151